# 皆生タクシー
皆生タクシー（かいけタクシー）は、鳥取県米子市に本社を持つ、タクシー事業者。米子市周辺を営業区域としている。

## 使用車種
- 小型 - 日産クルー・(クラウン)コンフォート・プリウスハイブリッド(←米子市に3台。2012年に導入。)
- 中型 - （クラウン）コンフォート・日産セドリック
- 大型 - キャラバン（ワゴンタクシー）・ハイエース

## 使用台数
- 小型 - 34台
- 中型 - 13台
- 大型 - 2台

## 本社・営業所
- 本社 - 鳥取県米子市旗ヶ崎2207番地
- 営業所 - 鳥取県米子市角盤町2丁目3番地 皆生タクシー（株）高島屋前営業所